# Casa Mira (Novelda)
La Casa Mira está situada en la plaza de San Vicente número 3 y 5 de Novelda (Alicante), Comunidad Valenciana. Es un edificio residencial de estilo modernista valenciano construido en el año 1908.

## Edificio
Es uno de los edificios de estilo modernista valenciano mejor conservados de Novelda. El proyecto se le atribuye al maestro de obras noveldense Ceferino Escolano. Fue construido a instancias de Francisco Mira Abad, un importante comerciante de vinos y aceites, como vivienda particular.
Consta de planta baja y dos alturas. La fachada de estilo austero, está elaborada en piedra en la planta baja y en ladrillo en el resto de alturas. Destaca la herrería en la planta baja y en las barandillas de los balcones, todas con ornamentación floral. El remate del edificio esta realizado con azulejos con motivos vegetales. El interior del edificio posee una rica y profusa decoración modernista original que contrasta con su sobrio exterior. Destaca en su interior una escalera helecoidal, un oratorio y una sacristía.
En la construcción del edificio es muy probable que interviniesen distintos artesanos de Novelda como el maestro de obras Ceferino Escolano, el marmolista Felipe Navarro y los herreros Samuel Pérez y José Samper. El edificio no ha sufrido ninguna alteración desde su construcción, por lo que se conserva su estilo modernista original.